# Répercussions du distilbène chez les enfants exposés in utéro
 (novembre 2018).
Si vous disposez d'ouvrages ou d'articles de référence ou si vous connaissez des sites web de qualité traitant du thème abordé ici, merci de compléter l'article en donnant les références utiles à sa vérifiabilité et en les liant à la section « Notes et références ».
Le diéthylstilbestrol (DES) est un œstrogène de synthèse (le premier à pouvoir être administré par voie orale) qui fut commercialisé sous le nom de distilbène ou stillbestrolBorne entre les années 1950 et 1977 en France (première mise sur le marché en Belgique et en Suisse en 1948).
Bien que, très rapidement (dès 1953), des études eussent démontré l'inefficacité de cette molécule, rien ne put arrêter l'engouement mondial pour ce nouveau médicament, qui prit une ampleur considérable. On l'administra principalement pour prévenir la survenue de fausses couches, mais très vite, ses indications s'étendirent au traitement de la stérilité, du diabète gestationnel, de la pré-éclampsie...
Son pic d'utilisation se situe entre la fin des années 1960 et le début des années 1970. C'est en 1971, à la suite de la découverte du premier cas de cancer imputable au DES, que ce dernier fut interdit aux États-Unis. Ce n'est qu'en 1977 que cette même décision fut prise en France.
Aujourd'hui, le Distilbène est encore prescrit, mais uniquement dans le cadre du traitement du cancer de la prostate chez l'homme.
C'est à l'heure actuelle que le problème du DES se fait le plus sentir. En effet, ce médicament s'est révélé être, a posteriori, nocif pour les enfants exposés in utéro à cette molécule (principalement pour les filles). Il est notamment responsable d'anomalies génitales chez ces enfants exposés.
On estime à 200 000 le nombre de femmes ayant reçu le DES en France entre 1950 et 1977.
Le nombre d'enfants exposés in utero est estimé à 160 000 (80 000 filles et 80 000 garçons).

## Conséquences du Distilbène chez les filles exposées

### Anomalies anatomiques des voies génitales
Elles peuvent être absentes, isolées ou multiples (d'autant plus fréquentes que l'embryon a été exposé précocement à la molécule). 
- Adénose cervico-vaginale : présence de fragments de muqueuse utérine au niveau de la paroi vaginale et du col de l'utérus. La plupart du temps, ces lésions sont asymptomatiques, mais elles peuvent aussi occasionner des pertes blanches anormales, voire des saignements (rare). Ces anomalies sont néanmoins à surveiller étroitement en raison du risque de transformation anormale de ces cellules (dysplasie). Elles imposent donc un frottis annuel, dès l'adolescence.
- Rétrécissement de la cavité utérine (hypoplasie utérine) ou utérus en forme de T qui génèrent des difficultés de nidation et un risque accru de fausses couches. Chez certaines femmes, les malformations sont telles qu'aucune grossesse ne peut être espérée.
- Ouverture anormale du col (béance du col) expliquant le risque accru de fausses couches tardives et d'infections.
- Trompes grêles, voire, dans certains cas, complètement bouchées.

### Troubles de la fertilité
Ils se rencontrent chez un tiers des femmes exposées, ce qui correspond à un risque doublé par rapport à la population générale.
On peut observer chez ces femmes :
- des anomalies de la glaire cervicale empêchant le passage des spermatozoïdes au-delà du col de l'utérus ;
- des troubles d'ovulation, allant jusqu'à l'absence totale d'ovulation (anovulation).

### Complications lors des grossesses
En cas de grossesse, ces femmes présentent un risque accru :
- de fausses couches à répétition ;
- de fausses couches tardives, en raison de la béance du col utérin ;
- de grossesses extra-utérines (risque multiplié par 6) ;
- de menaces d'accouchement prématuré (contraction bien avant la DPA, nécessitant du repos et un traitement) ;
- de prématurité.

### Cancer du vagin et du col de l'utérus
Ce type de cancer reste assez rare (une femme sur 1 000 femmes exposées). Il se manifeste surtout entre les âges de 17 et 22 ans, mais des cas ont été décrits jusqu'à 30 ans. On doit y songer, en cas de saignements anormaux en dehors des règles chez ces femmes.
Ce cancer a d'autant plus de chances de bien répondre à la chirurgie et à la radiothérapie, que le diagnostic est fait précocement. Il est donc important que ces femmes soient suivies une fois par an par un gynécologue, avec frottis du vagin et du col.
Tout saignement anormal doit également imposer un examen gynécologique rapide, afin d'exclure cette éventualité. 

### Troubles psychiatriques
Certaines études tendent à montrer que certains troubles psychiatriques graves touchant ces enfants exposés et apparaissant à la post-adolescence (schizophrénie, troubles du comportement alimentaire, dépressions graves) pourraient être la conséquence de l'imprégnation des mères par le DES pendant la grossesse.
D'autres études sont néanmoins encore nécessaires pour confirmer ou infirmer ces résultats. 
Il faut néanmoins noter qu'un certain nombre de filles dont les mères ont pris du DES pendant la grossesse n'auront aucune difficulté à avoir des enfants, et ne présenteront ni maladies, ni malformations.

## Les filles DES et la stérilité
En cas d'absence de grossesse chez ces femmes, il faudrait réaliser :
- un bilan normal d'hypofertilité ;
- un test de Hünher ;
- une hystérographie pour déceler des anomalies de la cavité utérine et des trompes ;
- une échographie avec Doppler des vaisseaux utérins, afin d'évaluer la perfusion utérine.

Certaines malformations importantes peuvent bénéficier de la chirurgie et il est nécessaire de traiter les autres facteurs indépendants pouvant influencer la stérilité. 
Toutes les techniques de PMA peuvent être envisagées :
- la stimulation de l'ovulation peut aider en cas de dysovulation ;
- l'insémination artificielle peut être bénéfique lorsqu'il existe une anomalie de la glaire cervicale ;
- la FIV est une bonne option lorsque les trompes sont bouchées.

De plus, une recherche systématique d'exposition au DES devrait être réalisée chez toute femme présentant des troubles de la fertilité, des GEU, des FC précoces ou tardives, et dont l'âge laisse suspecter un risque d'exposition.

## Et en cas de grossesse?
Bien que la plupart des grossesses se déroulent normalement chez ces femmes, ces grossesses doivent néanmoins être considérées comme étant « à risque » (comparable à celui des grossesses gémellaires).
En fonction des antécédents obstétricaux, des malformations utérines et de l'état du col, certaines mesures préventives peuvent être prises :
- le repos permet de prévenir les fausses couches et la prématurité ;
- un cerclage du col utérin sera nécessaire en cas de béance du col.

## Et les fils Distilbène?
Les conséquences de l'exposition in utero au DES sont bien connues chez la femme. Bien peu d'études ont été menées chez l'homme.
Peut-on en conclure que ce médicament n'affecte pas les garçons ? Rien n'est moins sûr.
Les études sont, certes, encore peu nombreuses et de ce fait, ne se basent que sur peu de données. De plus, elles restent sujet à controverse, à l'heure actuelle.
Mais pourquoi les effets chez l'homme sont-ils si peu connus ? Les conséquences ne seraient pas aussi spécifiques que chez la femme, ni aussi graves.
On note principalement :
- des malformations mineures de l'appareil uro-génital masculin : testicules non descendus (cryptorchidie) et urètre mal fermé (hypospade), notamment ;
- l'effet du DES sur la qualité des spermatozoïdes reste largement controversé. Certaines études montrant une légère hypofertilité, mais aucune stérilité n'a pu être imputée à ce médicament ;
- on observerait également une augmentation modérée de la fréquence des cancers testiculaires chez ces fils distilbène, imposant une attention particulière au dépistage chez ces hommes ?

Des études supplémentaires sont encore nécessaires, à l'heure actuelle, pour infirmer ou confirmer ces résultats. On estime à 80 000 le nombre de garçons exposés au Distilbène, en France.
Selon une étude hollandaise[réf. souhaitée], ces malformations peuvent affecter la 3e génération. Des études trans-générationnelles sont en cours.